# Landesgartenschau
Eine Landesgartenschau (in Deutschland Abk. LAGA oder auch LGS) ist eine in mehreren deutschen und österreichischen Bundesländern stattfindende Ausstellung zum Gartenbau. In Deutschland bildet eine Landesgartenschau auf Landesebene das kleinere Pendant zur Bundesgartenschau und zur Internationalen Gartenschau, in Österreich gibt es dazu bisher kein Pendant.

## Deutschland

### Geschichte

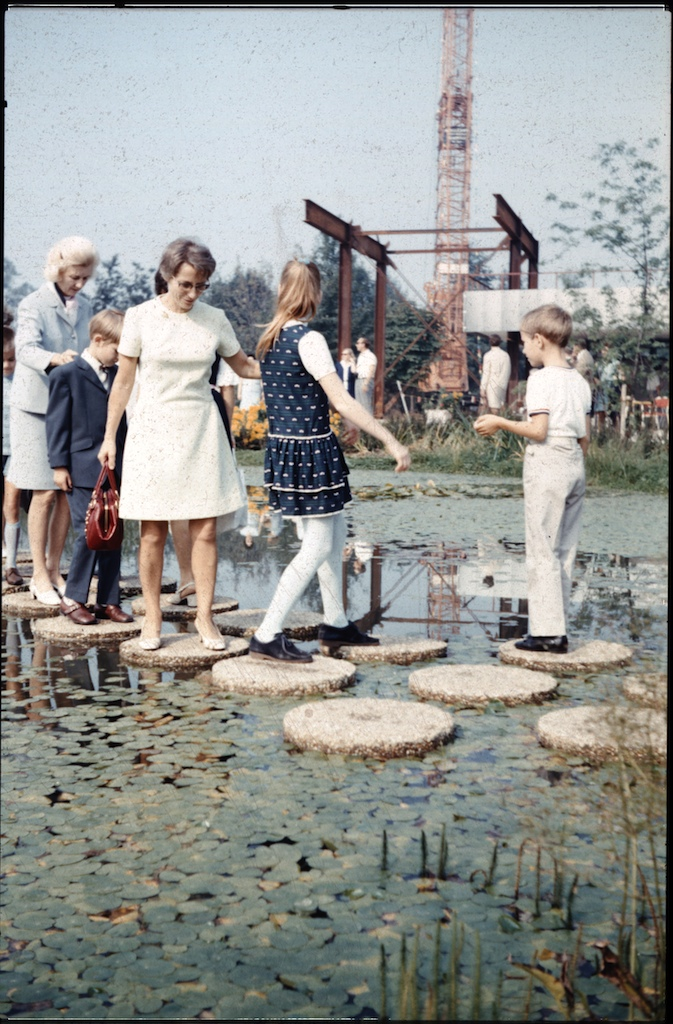
Erste deutsche Landesgartenschau 1970–1971, Grefrath (NRW), Schwingbodenpark mit Turm (im Bau)

Gartenausstellungen haben eine lange Vorgeschichte, so beispielsweise 1865 in Erfurt, 1887 in Dresden oder 1927 im schlesischen Liegnitz. Nach 1945 gab es in Nordrhein-Westfalen bereits 1970 eine erste Landesgartenschau in Grefrath. In Baden-Württemberg und Bayern finden seit 1980 Landesgartenschauen statt, andere deutsche Bundesländer übernahmen das Modell später. 1980 fand die bundesweit erste grenzüberschreitende Landesgartenschau in Ulm/Neu-Ulm (Baden-Württemberg/Bayern) statt.

### Ziele und Finanzierung
Durch die Landesgartenschauen soll die Lebensqualität und das ökologische Klima in den Städten verbessert werden. Häufig dienen die Gartenschauen auch stadt- bzw. regionalpolitischen Entwicklungszielen. Deshalb werden Gartenschauen meist nicht in besonders schönen Landschaften platziert, sondern eher in Gegenden, die eine besondere Benachteiligung aufweisen (z. B. durch Bergbauschäden), wo die Gartenschauen darauf ausgerichtet sind, strukturfördernd zu wirken und zu helfen, städteplanerische Ziele zu verwirklichen. Die Investitionen, die im Rahmen der Landesgartenschauen getätigt werden, sollen dem jeweiligen Ortsteil zu größerer und in der Regel auch bleibender Attraktivität verhelfen. Außerdem sind Landesgartenschauen heute auch Maßnahmen des Stadtmarketings, da sie als ein halbes Jahr dauernde Großveranstaltung auch den Bekanntheitsgrad einer Stadt vergrößern können.
Die Kommunen, die oft mit Hilfe von Landesmitteln eine LGS realisieren, gehen ein finanzielles Risiko ein. Während einige Landesgartenschauen mit einer „schwarzen Null“ oder sogar mit leichten Gewinnen abschlossen, überschritten andere ihren Etat und mussten nachträglich bezuschusst werden. Besonders in Kommunen mit angespannter Haushaltslage sind Landesgartenschauen deshalb trotz ihrer langzeitigen Vorteile manchmal umstritten, in einigen Fällen kam es darüber bereits zu Bürgerbegehren bzw. Bürgerentscheiden.

### Gartenschauen in den einzelnen Bundesländern

#### Baden-Württemberg
Von 1980 bis 2000 wurden in Baden-Württemberg jährlich die „großen Landesgartenschauen“ veranstaltet. Seit 2001 finden sie jährlich im Wechsel mit den „kleinen Landesgartenschauen“ statt, bis 2011 „Grünprojekte“ genannt, seitdem „Gartenschauen“. Das Land stellt bei Gartenschauen einen Zuschuss in Höhe von maximal zwei Millionen Euro beziehungsweise bei Landesgartenschauen von maximal fünf Millionen Euro in Aussicht, wobei die Kommunen auch Eigenleistungen zu erbringen haben. Bis 2010 hat das Land fast 80 Millionen Euro Landeszuschüsse gewährt. Dies bewirkte auf Seiten der Kommunen mindestens das Dreifache, teils sogar das Siebenfache an Investitionen; sie investierten etwa 153 Millionen Euro: Hierbei wurden rund 625 Hektar Grünanlagen geschaffen, neu gestaltet und dauerhaft gesichert. Die Landesgartenschauen und Grünprojekte sind Impulsgeber für umfassende strukturelle Entwicklungen, die für Aufbruchstimmung in den Kommunen sorgen und deren wirtschaftliche Entwicklung stärken. Eine Fachkommission bewertet die Bewerbungen und beurteilt die eingereichten Konzepte vor Ort. Der Ministerrat vergibt dann in einer Kabinettssitzung die Landesgartenschauen und Grünprojekte.
Die letzte stark besuchte Landesgartenschau in Baden-Württemberg war vor der Einführung der „Grünprojekte“ im Jahr 2001 die Landesgartenschau 1992 in Pforzheim mit einer Spitzenbesucherzahl von 1,6 Millionen. Danach gingen auch auf Landesebene die Besucherzahlen jeweils deutlich unter eine Million zurück. Daher entschied die Landesregierung bereits 1996, in Baden-Württemberg ab 2001 alle zwei Jahre jeweils die kleineren „Grünprojekte“ durchzuführen. 2014 stellte Schwäbisch Gmünd mit zirka 2 Millionen Besuchern einen neuen Rekord auf.
Auflistung siehe Liste der Landesgartenschauen in Baden-Württemberg

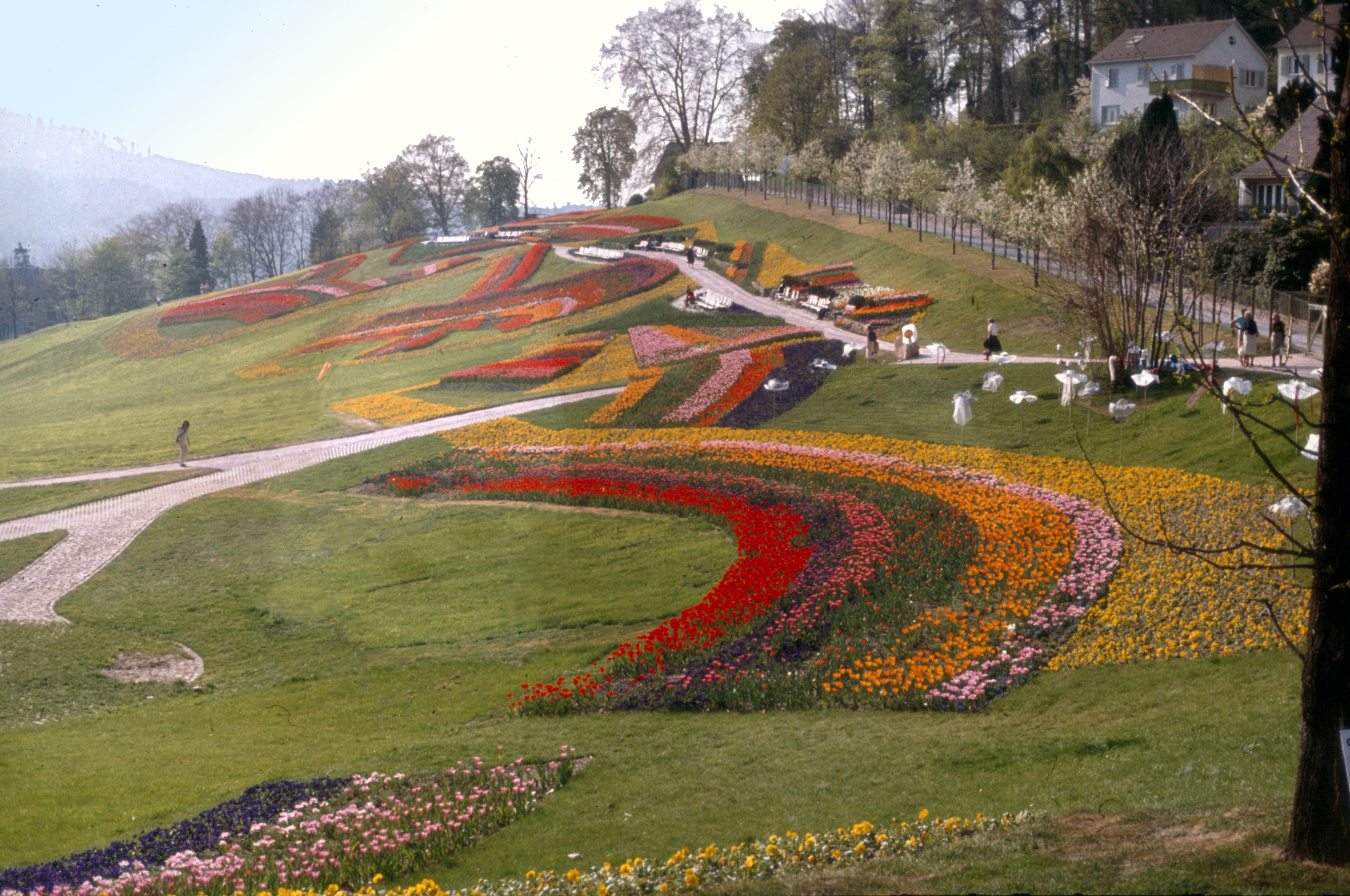
Baden-Baden 1981
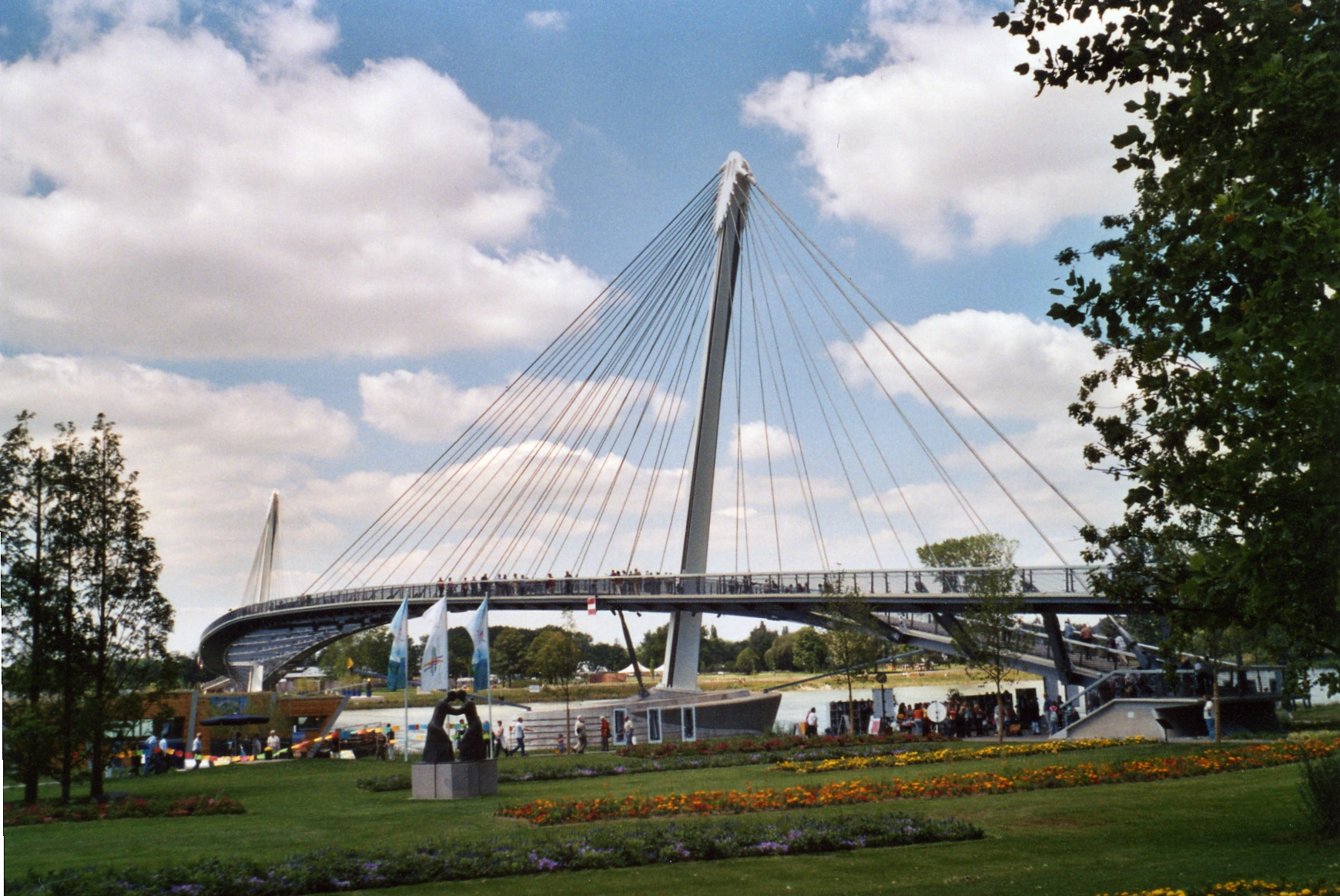
Kehl und Straßburg 2004 („Gartenschau der zwei Ufer“): Mimrambrücke
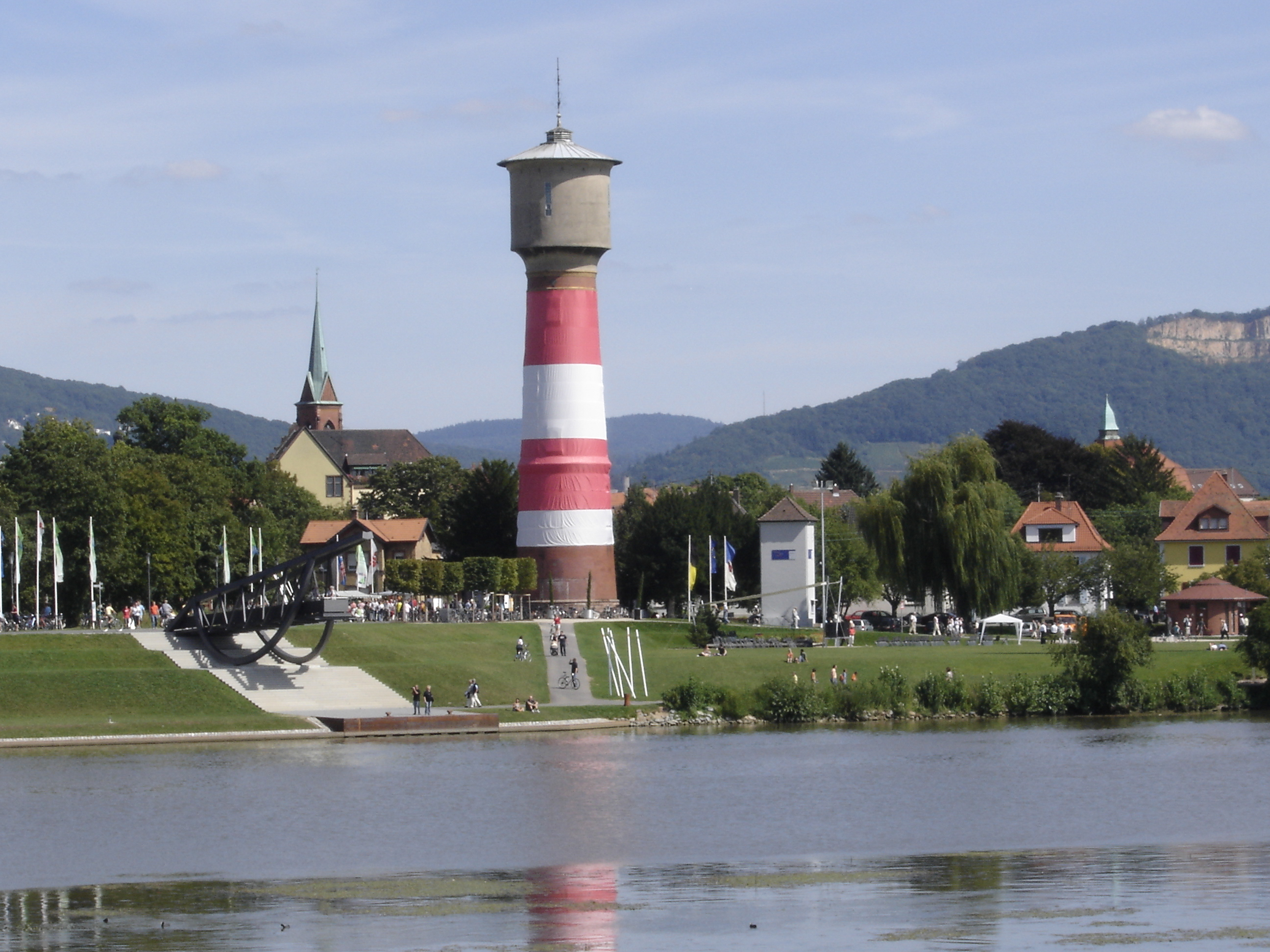
Ladenburg 2005
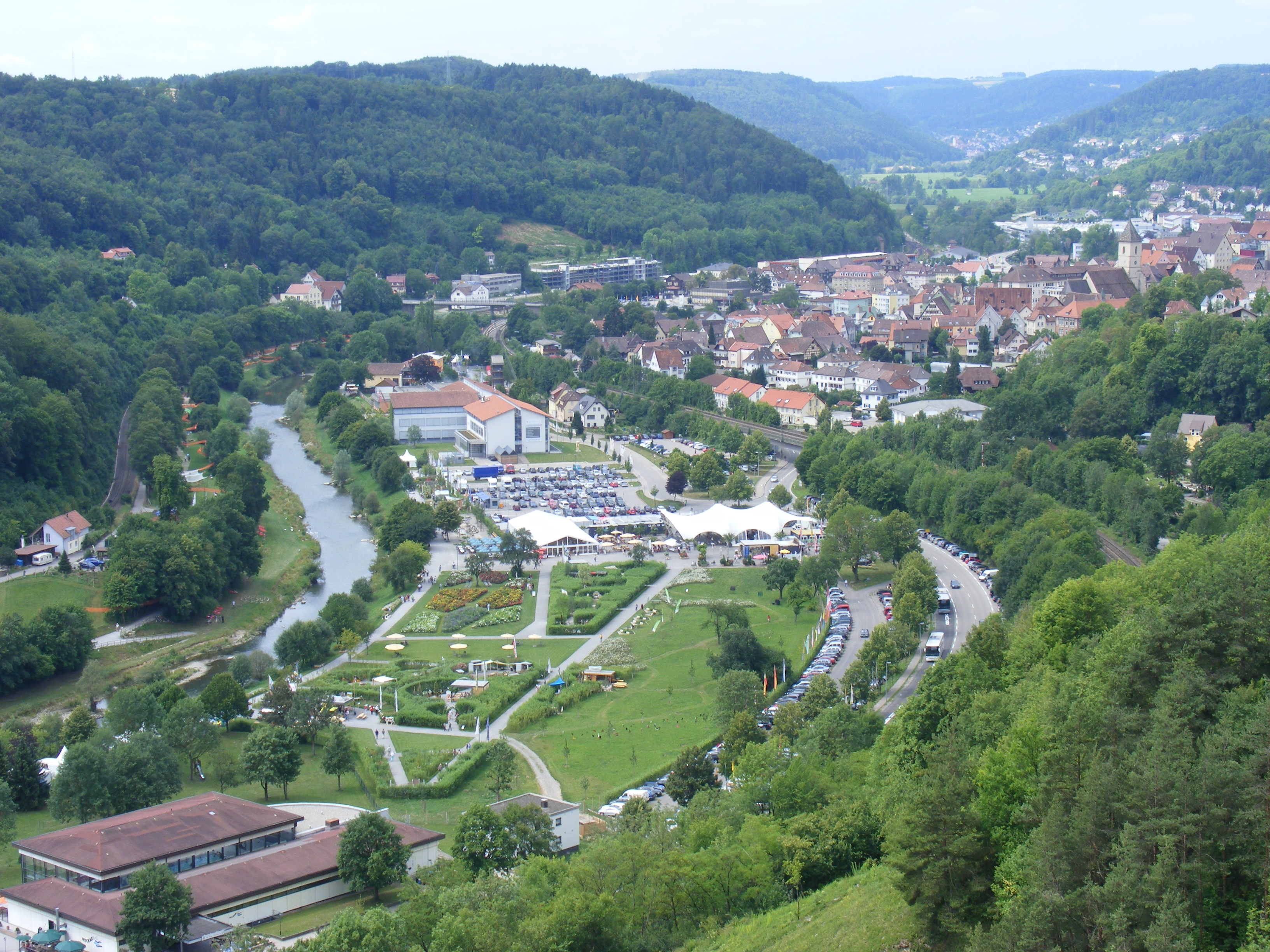
Horb am Neckar 2011
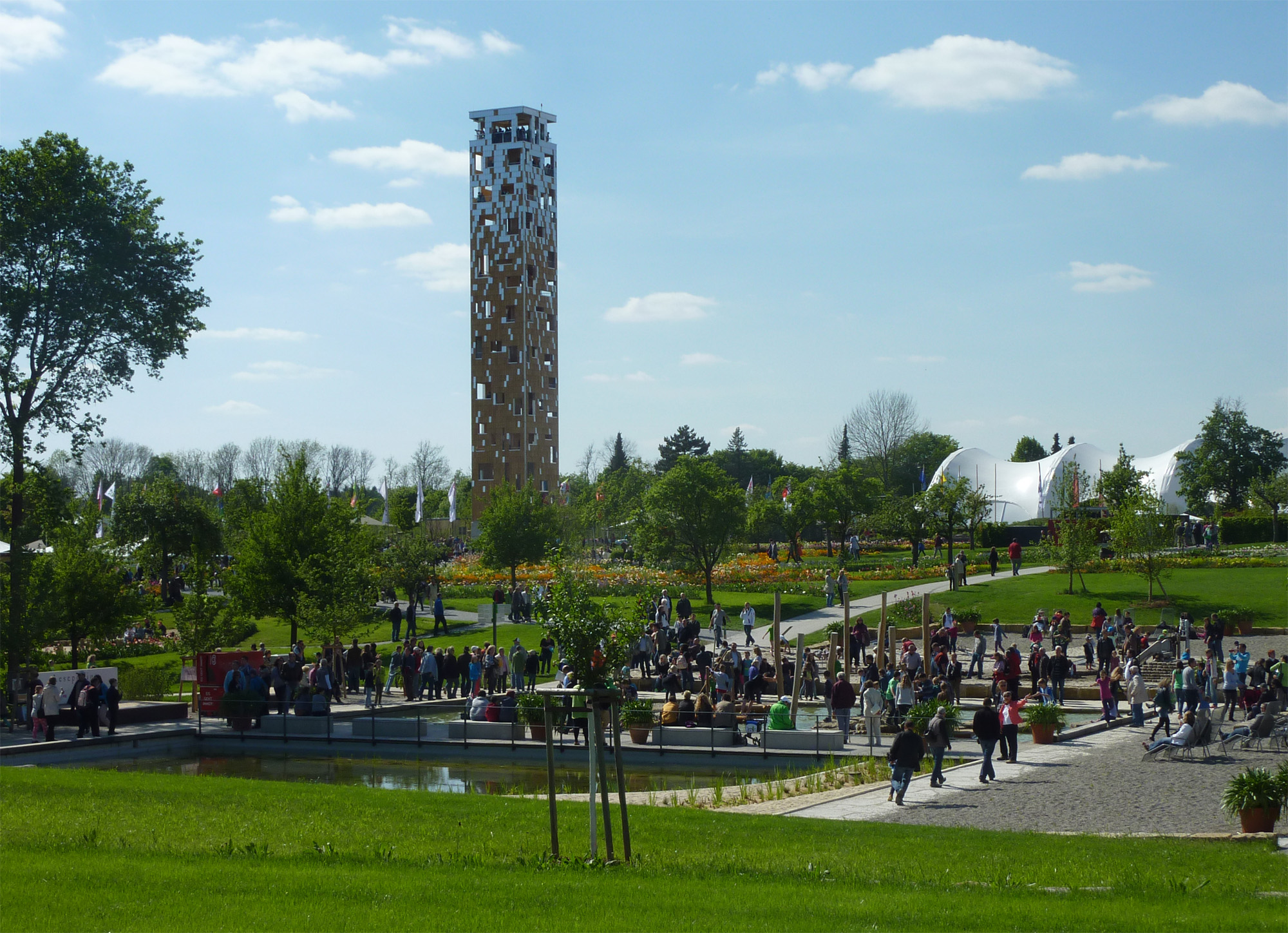
Schwäbisch Gmünd 2014: Himmelsstürmer
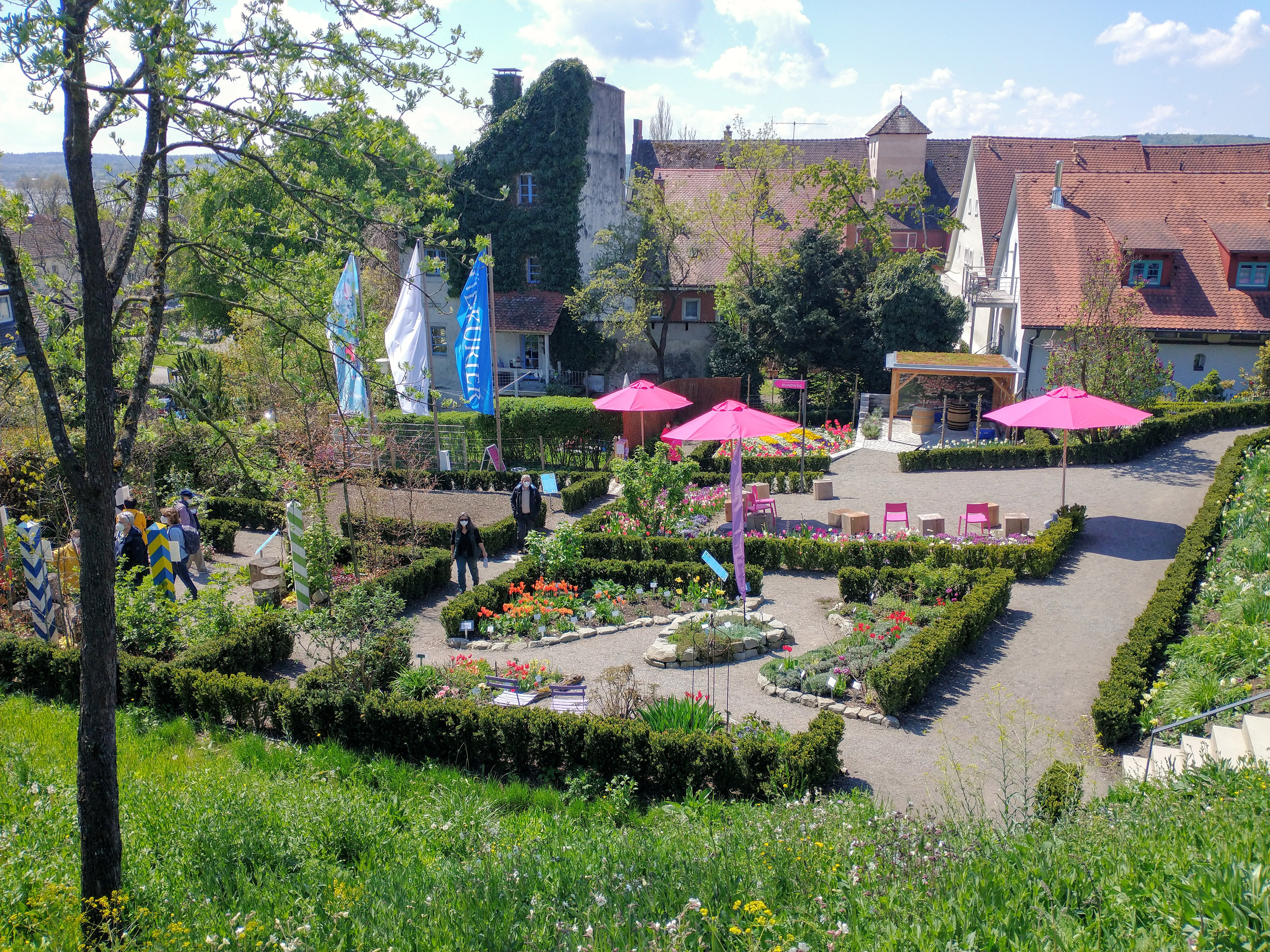
Überlingen 2021

#### Bayern
Der Freistaat startete 1980, zunächst in unregelmäßigem Rhythmus, mit vier Landesgartenschauen in Neu-Ulm, Augsburg, Dinkelsbühl und Straubing. Seit 1990 werden in Bayern die Landesgartenschauen im Zweijahresrhythmus in geraden Jahren veranstaltet.
In den ungeraden Jahren gibt es seit 1995 in Bayern eine kleine Gartenschau mit der Bezeichnung Natur in der Stadt, in der ähnlich wie bei den Landesgartenschauen, nur in kleinerem Rahmen, Verbesserungen der Grün- und Erholungsstrukturen den Rahmen für die gärtnerische Leistungsschau bilden.
Mit 83 Millionen Euro haben der Freistaat und die EU bis einschließlich 2015 die bayerischen Gartenschauen gefördert, knapp 23 Millionen Besucher wurden verzeichnet und rund 460 Hektar öffentliche Grünflächen sind im Laufe dieser Jahre entstanden. Städte und Kommunen können sich für die Durchführung einer Gartenschau bei der Gesellschaft zur Förderung der bayerischen Landesgartenschauen (FÖG) bewerben. Das Vergabeverfahren und auch die Art und Durchführung der staatlichen Förderung wurden des Öfteren kritisiert. Unter anderem hielt der Bayerische Oberste Rechnungshof die Vergabe der Gartenschauen in Bayern für intransparent und empfahl, sie auf eine neue Grundlage zu stellen, was auch geschah.
Auflistung siehe Liste der Landesgartenschauen in Bayern

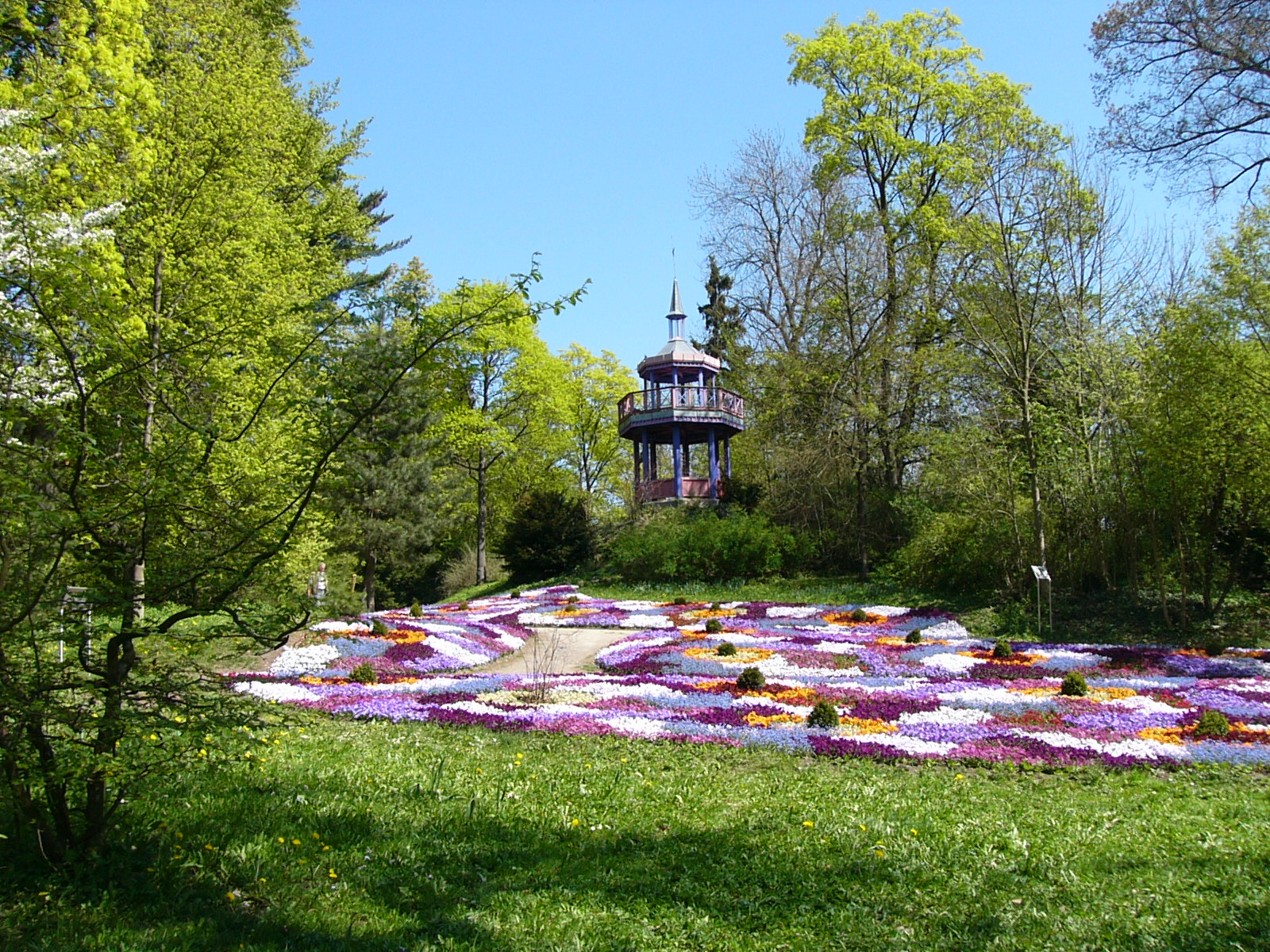
Hof 1994
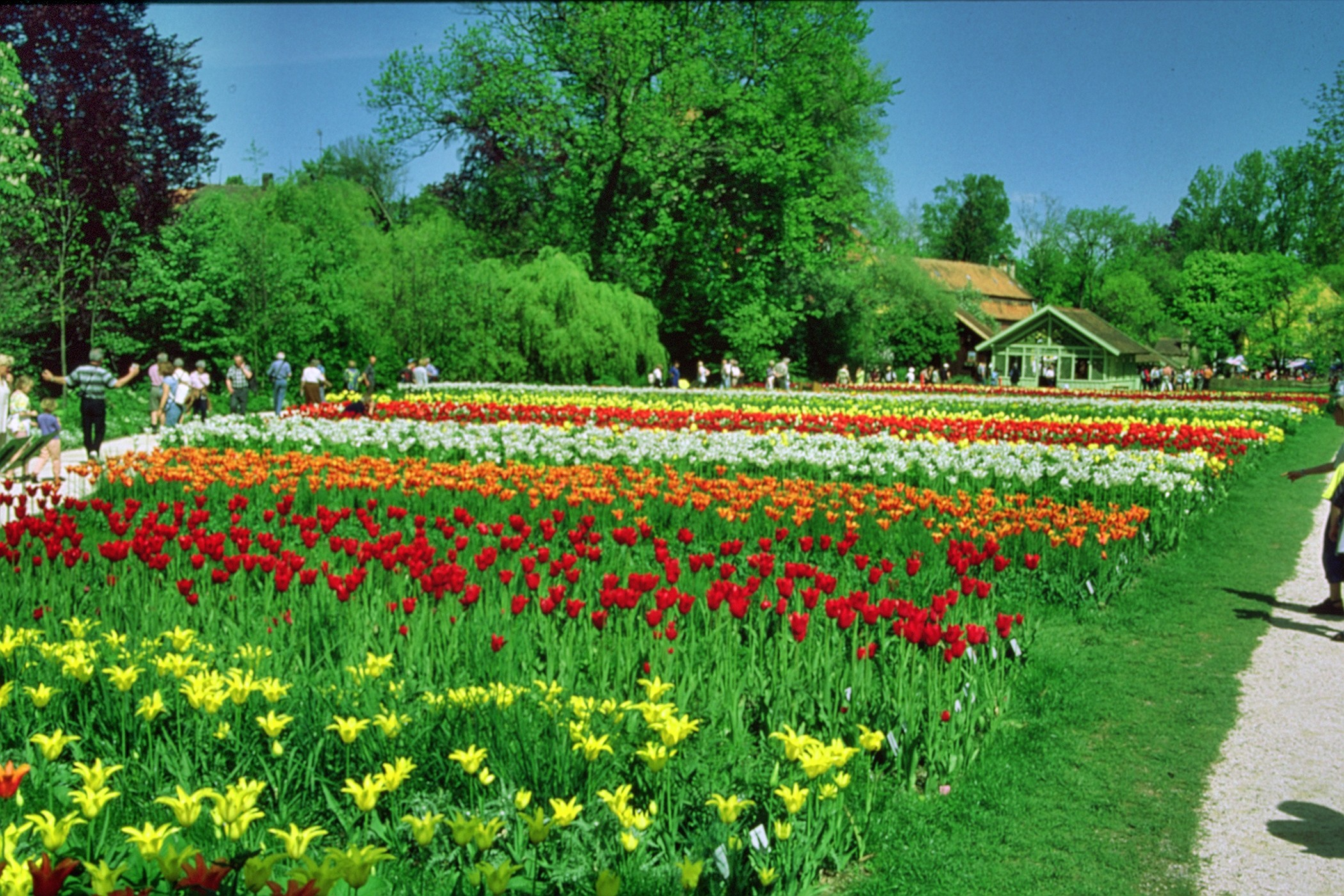
Memmingen 2000
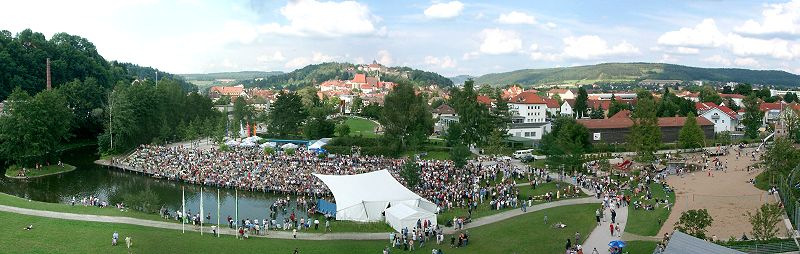
Kronach 2002
Logo der Landesgartenschau 2013 in Tirschenreuth

#### Brandenburg
Landesgartenschauen finden in Brandenburg seit dem Jahr 2000 statt.
siehe Liste der Landesgartenschauen in Brandenburg

#### Hessen
Landesgartenschauen finden in Hessen seit dem Jahr 1994 statt.
siehe Liste der Landesgartenschauen in Hessen

#### Mecklenburg-Vorpommern

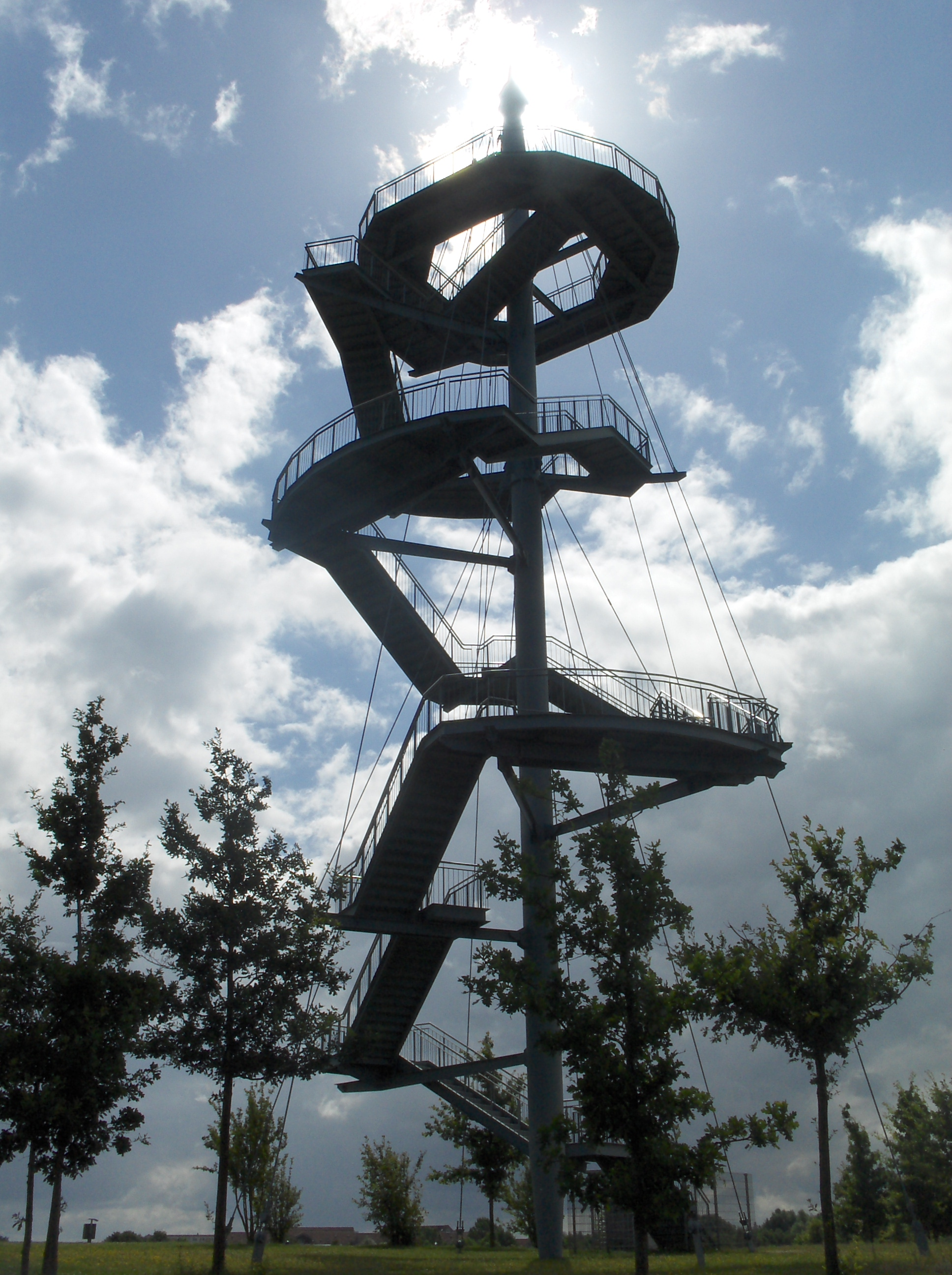
Wismar 2002: Aussichtsturm auf dem Gelände

Mecklenburg-Vorpommern ist das einzige Flächenland, das bislang nur eine Landesgartenschau ausrichtete (2002 in Wismar). Es sollte eine Schau im Landschaftspark Brodaer Höhe von Neubrandenburg stattfinden, die jedoch nicht über die Entwurfsphase hinausging. Ursprünglich wurde für 2014/2015 eine weitere Landesgartenschau anberaumt. Diese wurde zunächst ausgesetzt, da die Bewerber Güstrow und Putbus jeweils kein finanziell nachhaltiges Konzept vorlegen konnten.

#### Niedersachsen
1. 2002: Bad Zwischenahn, „Park der Gärten“
2. 2004: Wolfsburg
3. 2006: Winsen (Luhe)
4. 2010: Bad Essen
5. 2014: Papenburg
6. 2018: Bad Iburg
7. 2023: Bad Gandersheim
8. 2026: Bad Nenndorf

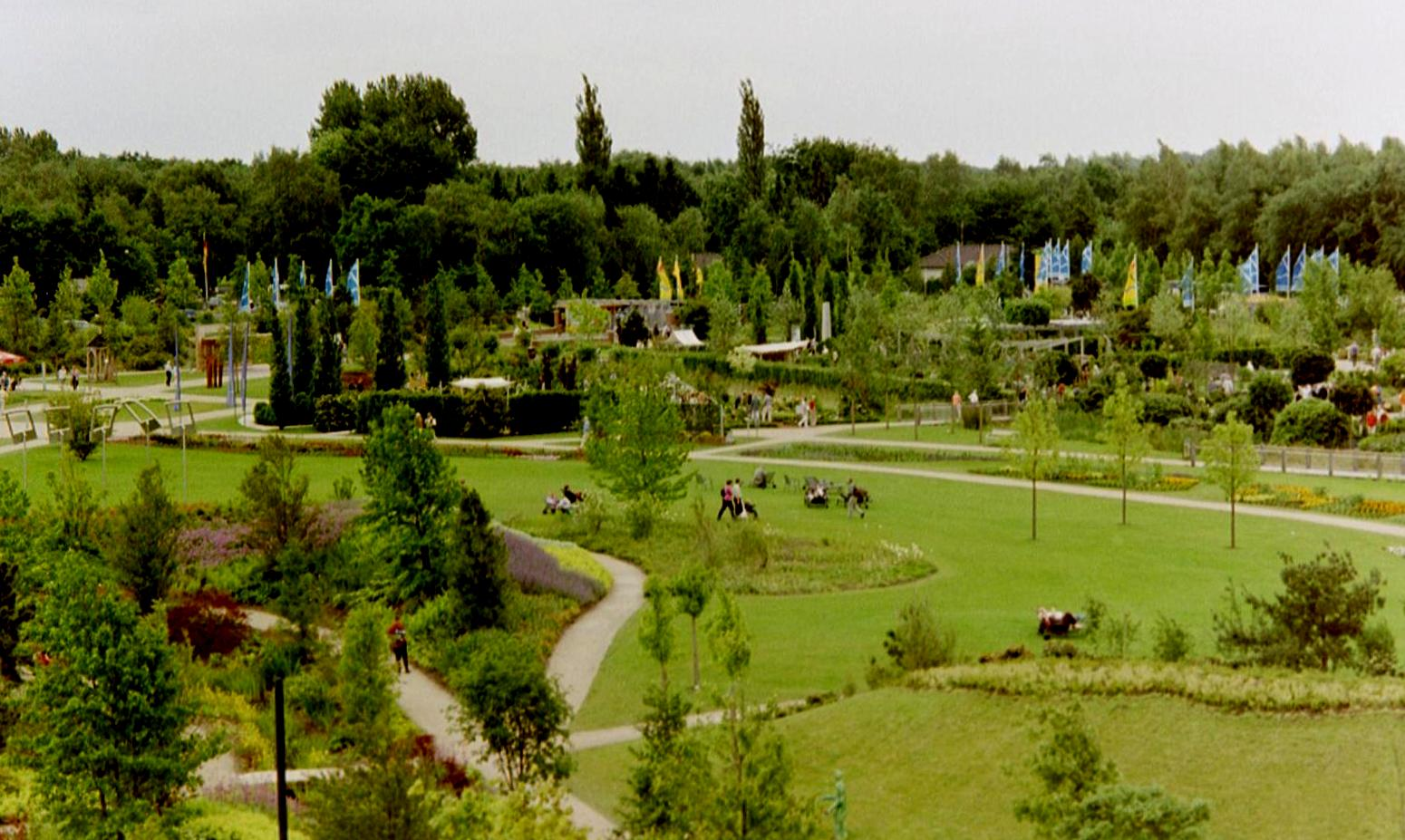
Bad Zwischenahn (2002)
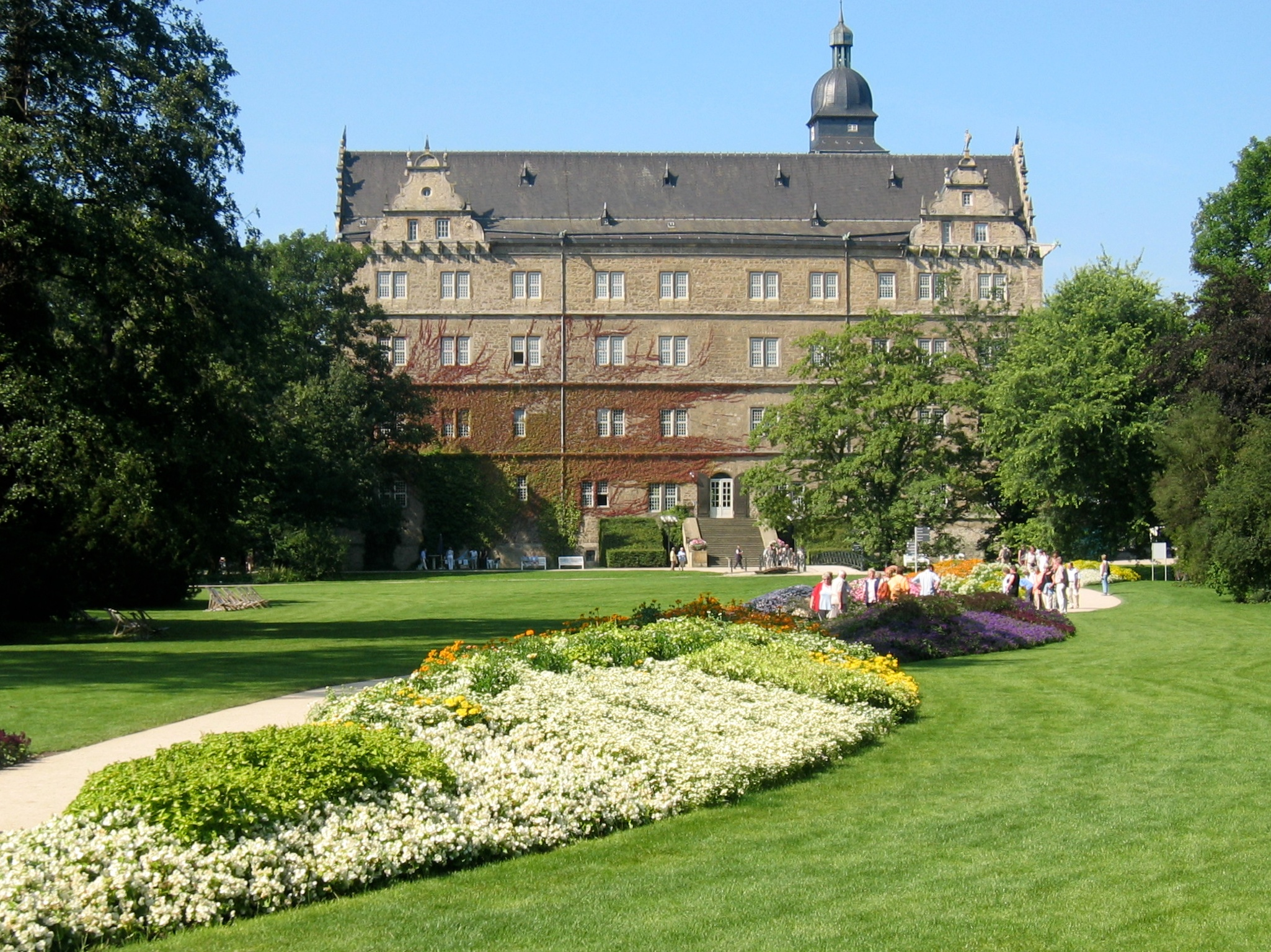
Wolfsburg (2004)
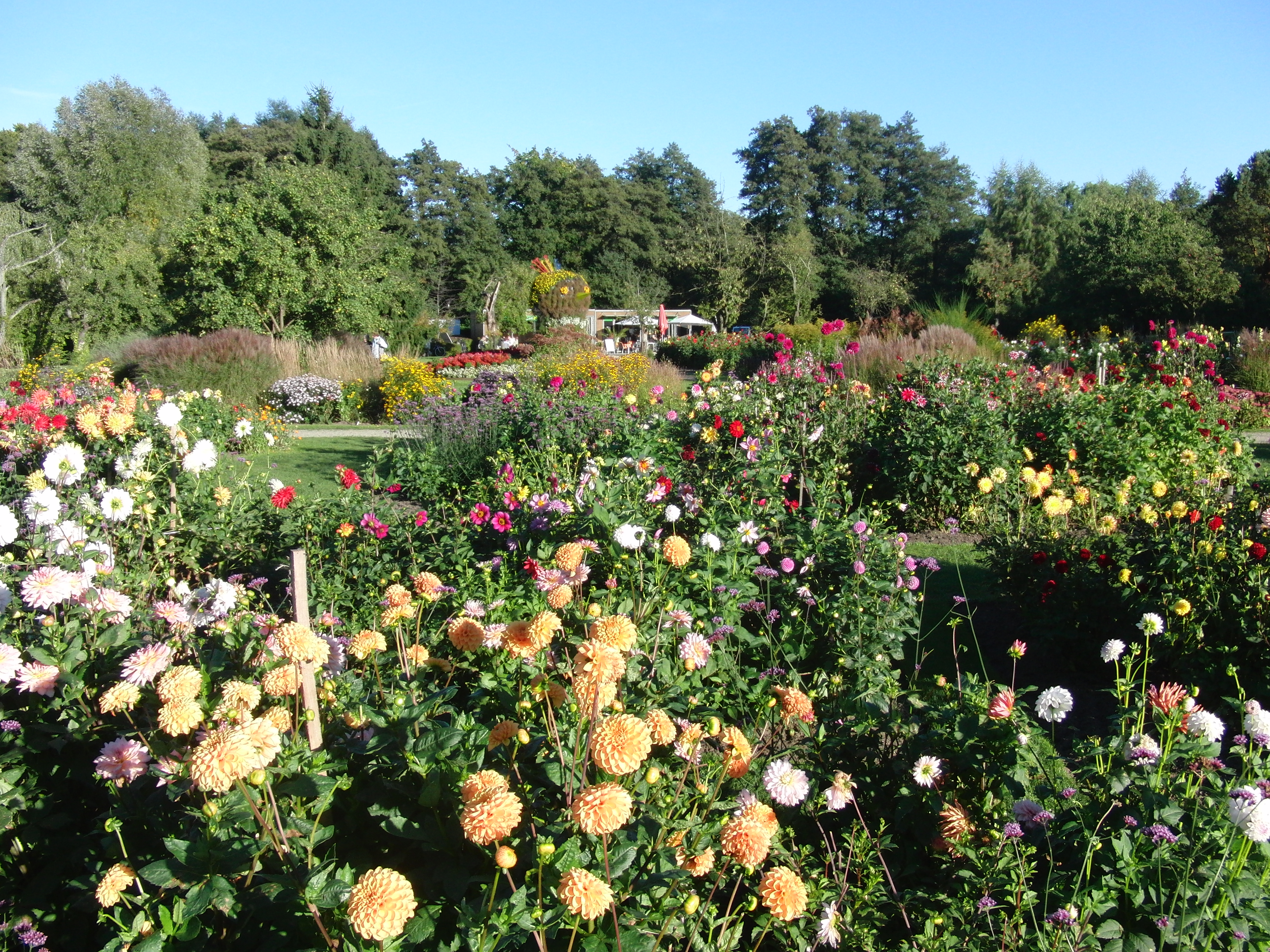
Winsen (Luhe) (2006)
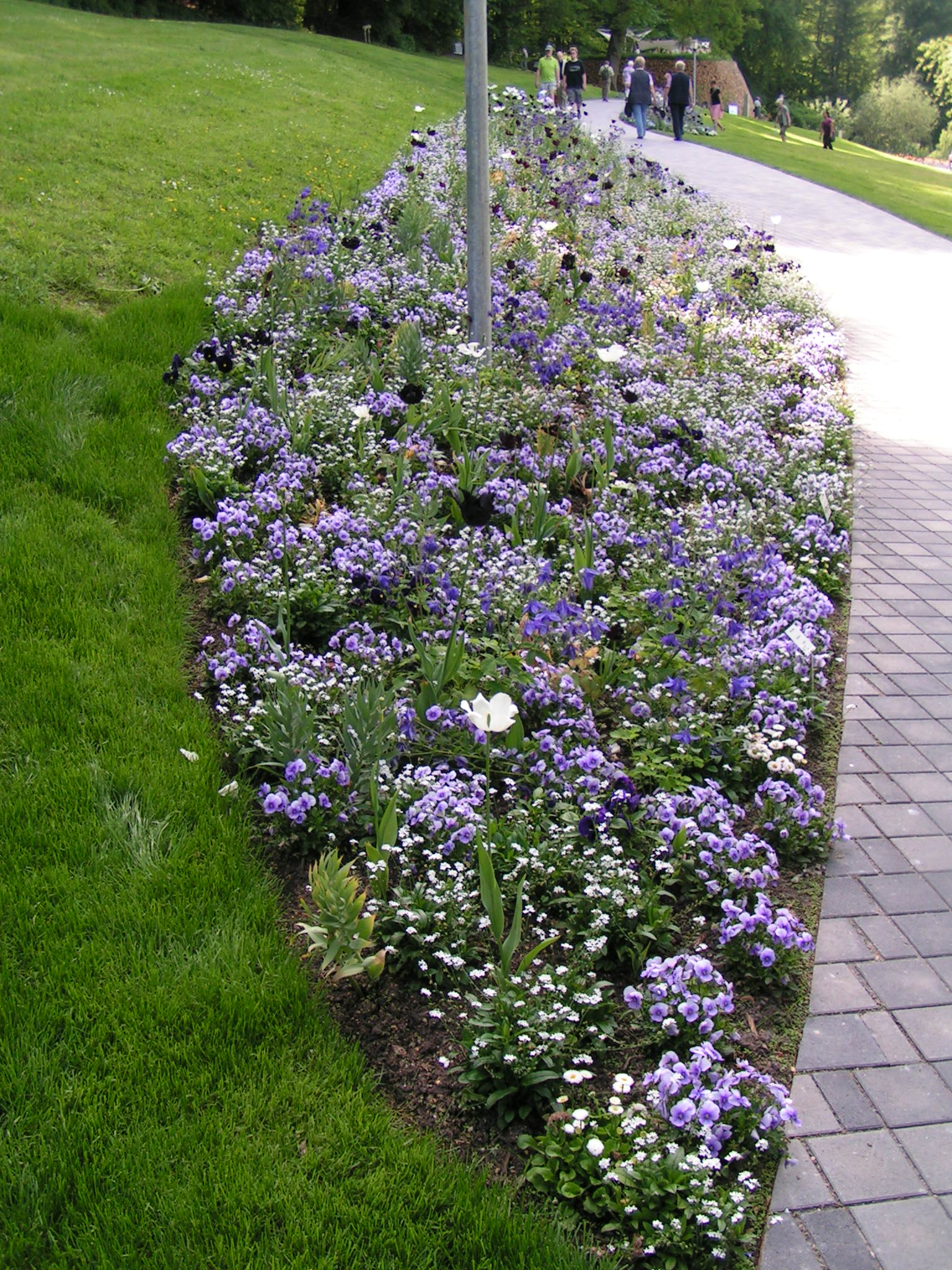
Bad Essen (2010)
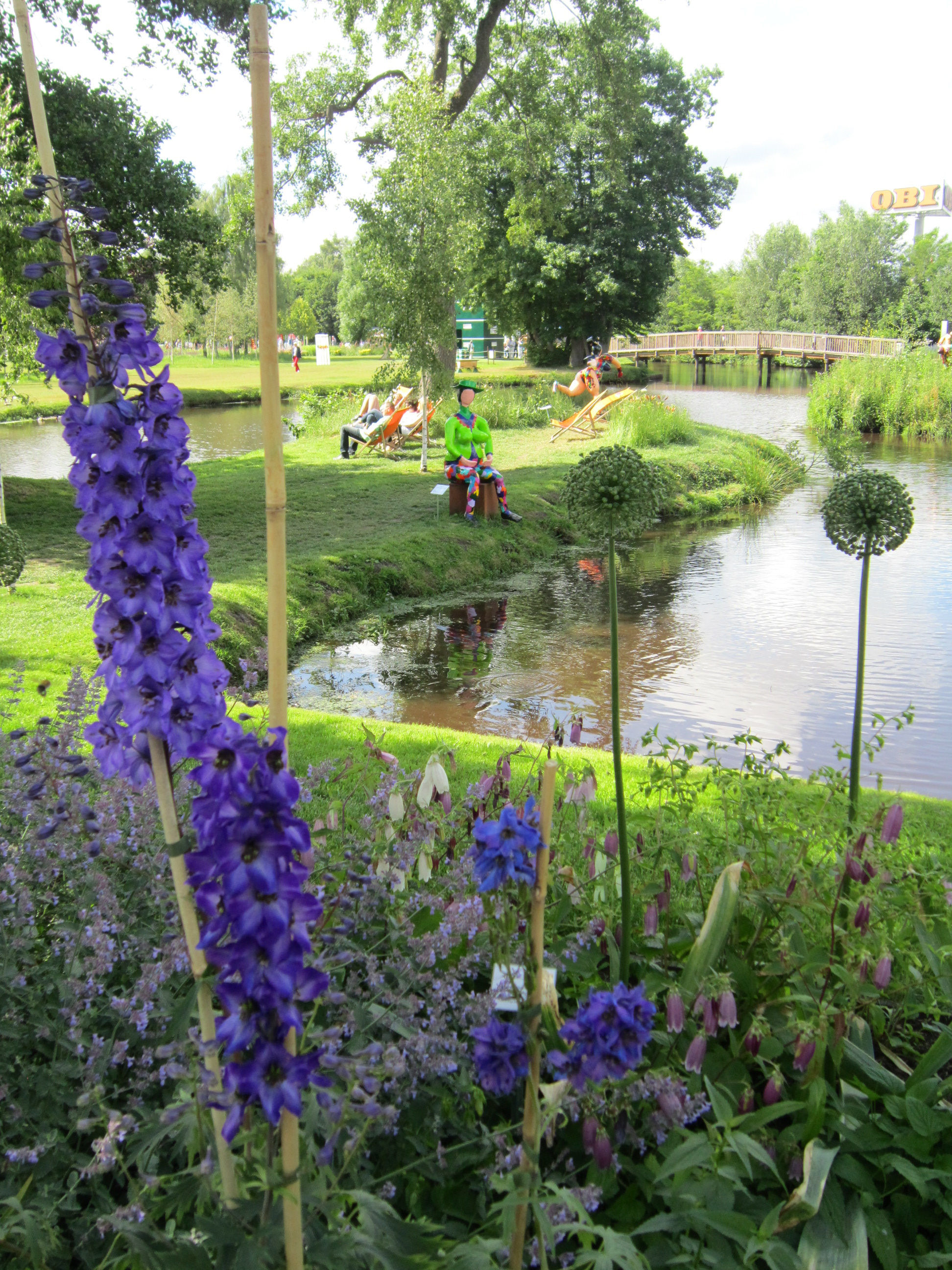
Papenburg (2014)
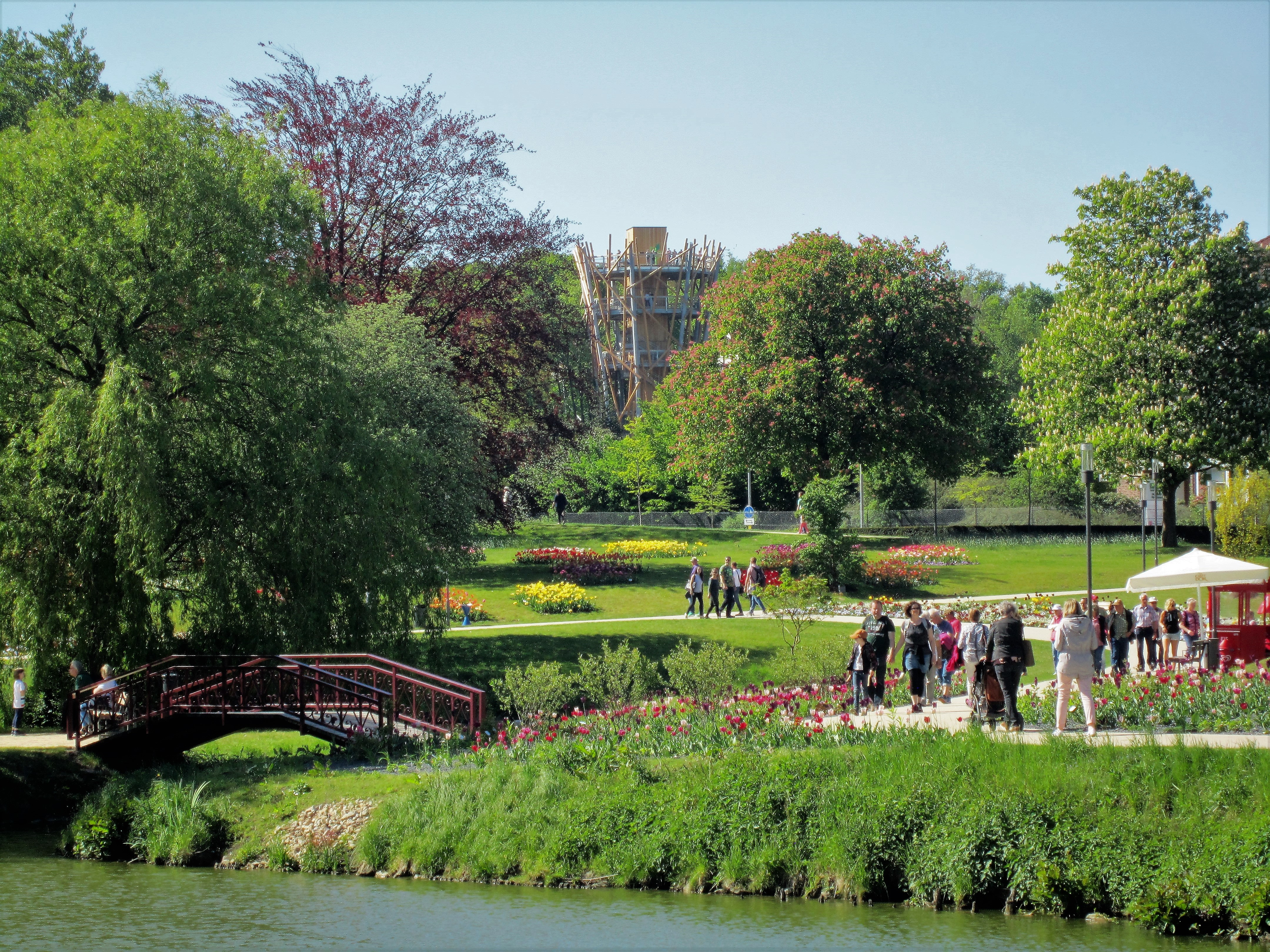
Bad Iburg (2018)

#### Nordrhein-Westfalen
1. 1984: Landesgartenschau Hamm, Maximilianpark
2. 1988: Rheda-Wiedenbrück, Flora Westfalica
3. 1992: Mülheim an der Ruhr, MüGa-Park
4. 1994: Paderborn, Schloss- und Auenpark
5. 1995: Grevenbroich, Stadtpark
6. 1996: Lünen, „LaGaLü“
7. 1998: Jülich, Brückenkopfpark
8. 1999: Oberhausener Landesgartenschau 1999
9. 2000: Landesgartenschau Bad Oeynhausen/Löhne 2000, heute Aqua Magica
10. 2001: Oelde, „Blütenzauber & Kinderträume“, Vier-Jahreszeiten-Park
11. 2002: Dezentrale LGS (Düsseldorf, Jüchen, Monheim, Mönchengladbach, Willich, Krefeld)
12. 2003: Gronau, Inselpark/Losser (NL) – gemeinsame Gartenschau mit dem niederländischen Nachbarort
13. 2005: Leverkusen, „Neuland entdecken“, Neuland-Park
14. 2008: Rietberg, „Träume wachsen lassen“
15. 2010: Landesgartenschau Hemer 2010, „Zauber der Verwandlung“
16. 2014: Landesgartenschau Zülpich 2014, „Zülpicher Jahrtausendgärten – Von der Römerzeit bis ins 21. Jahrhundert“
17. 2017: Landesgartenschau Bad Lippspringe 2017, „Blumenpracht & Waldidylle“
18. 2020: Landesgartenschau Kamp-Lintfort 2020, Gelände des Klosters Kamp sowie auf dem ehemaligen Bergwerkgelände Friedrich-Heinrich und (Bergwerk-West).[11]
19. 2023: Landesgartenschau Höxter 2023[12], „Schön hier. Komm gucken.“
20. 2026: Neuss[13]

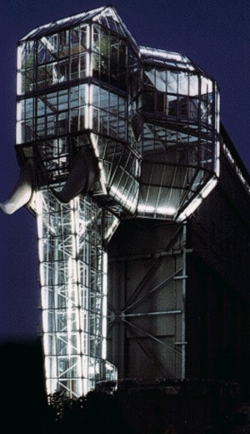
Hamm 1984: Glaselefant im „Maximilianpark“
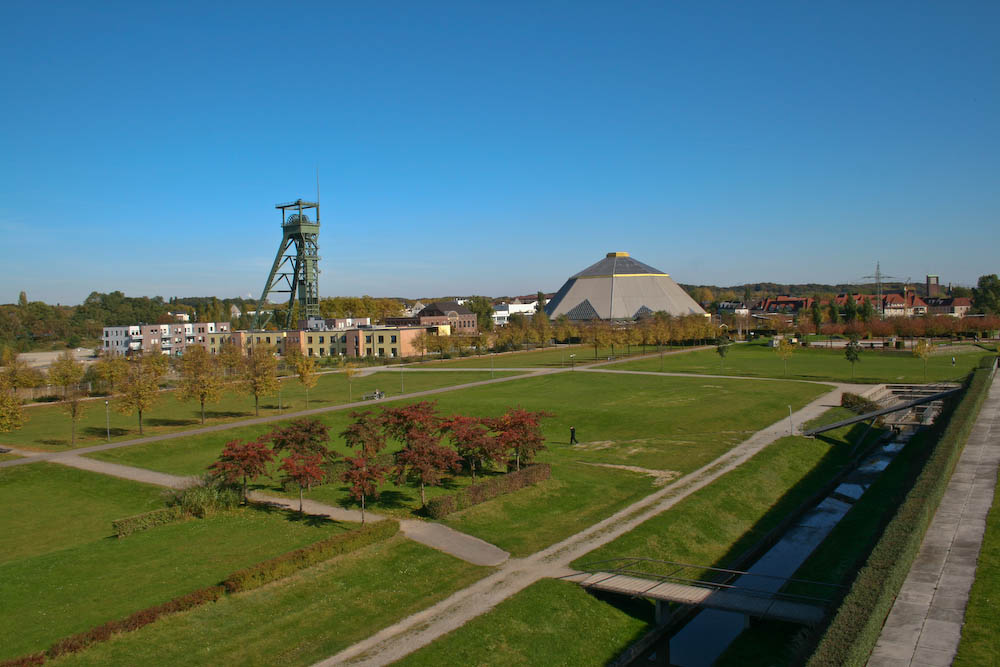
Oberhausen 1999: Blick über das „Olga“-Gelände
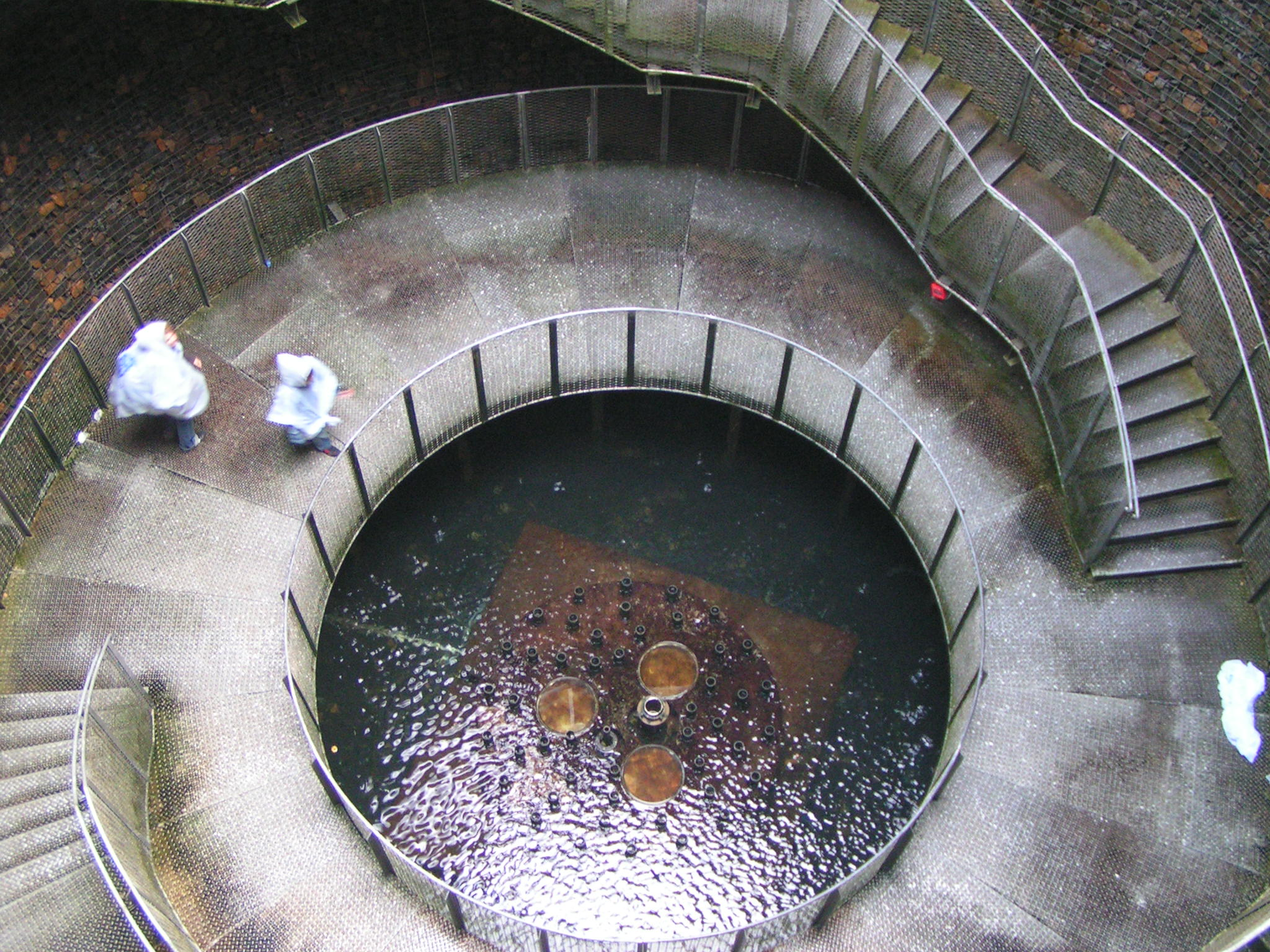
Bad Oeynhausen 2000: Wasserkrater auf dem „Aqua-Magica-Gelände“
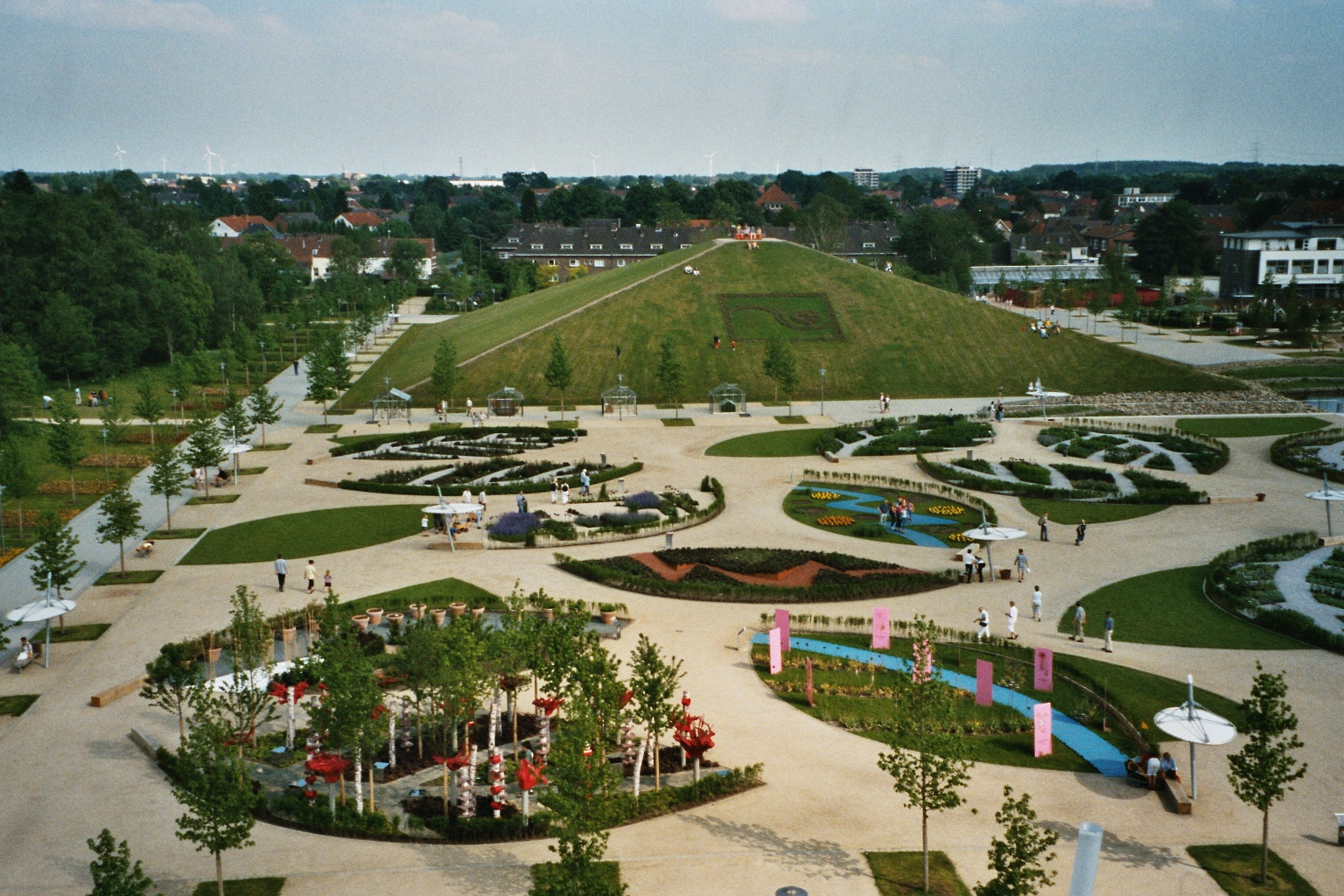
Gronau 2003: Blick auf die Landesgartenschau „Inselpark“ in Gronau
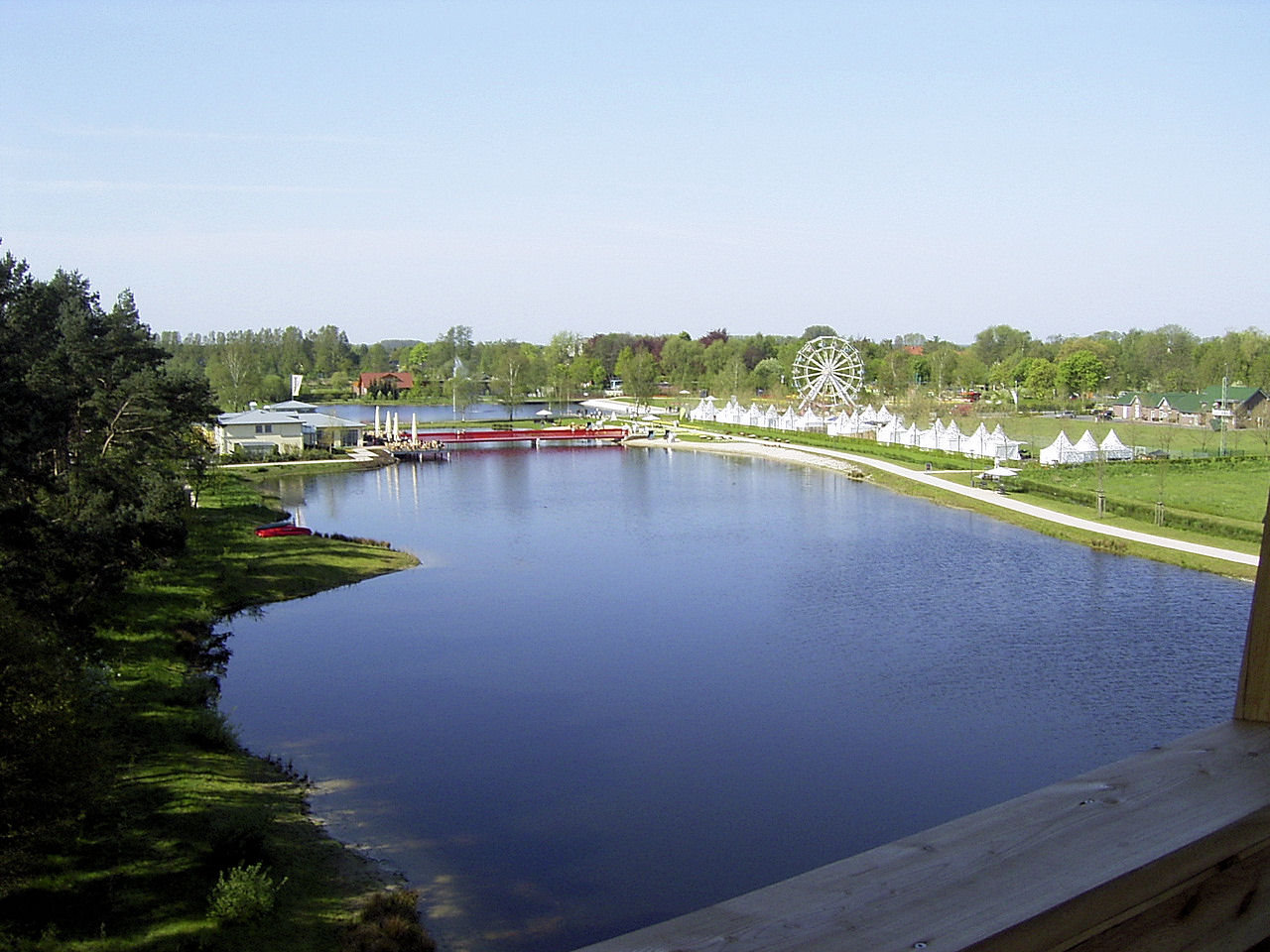
Rietberg 2008: Blick vom Aussichtsturm über die Landesgartenschau „Träume wachsen lassen“ in Rietberg
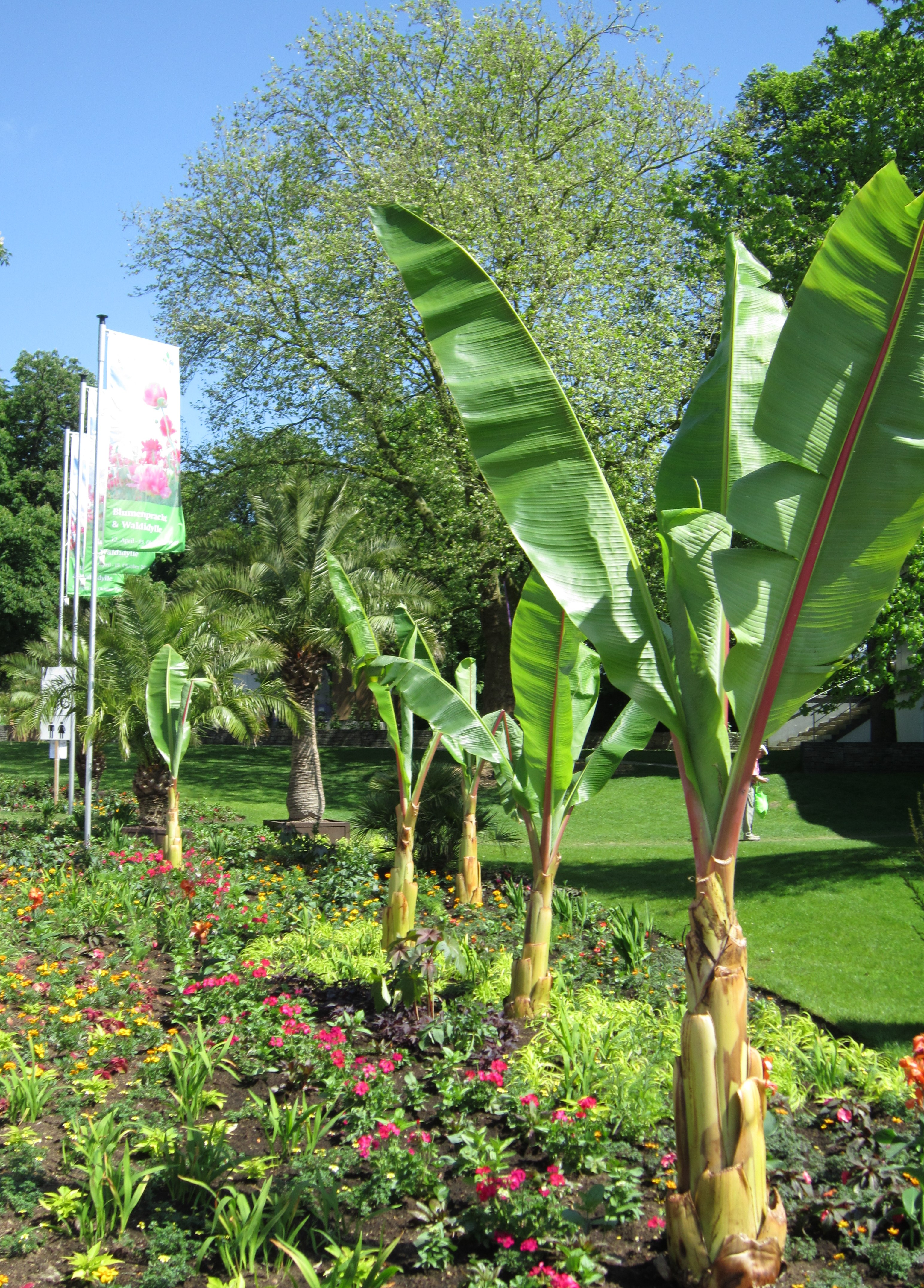
Bad Lippspringe 2017: Bananenstauden im Arminiuspark
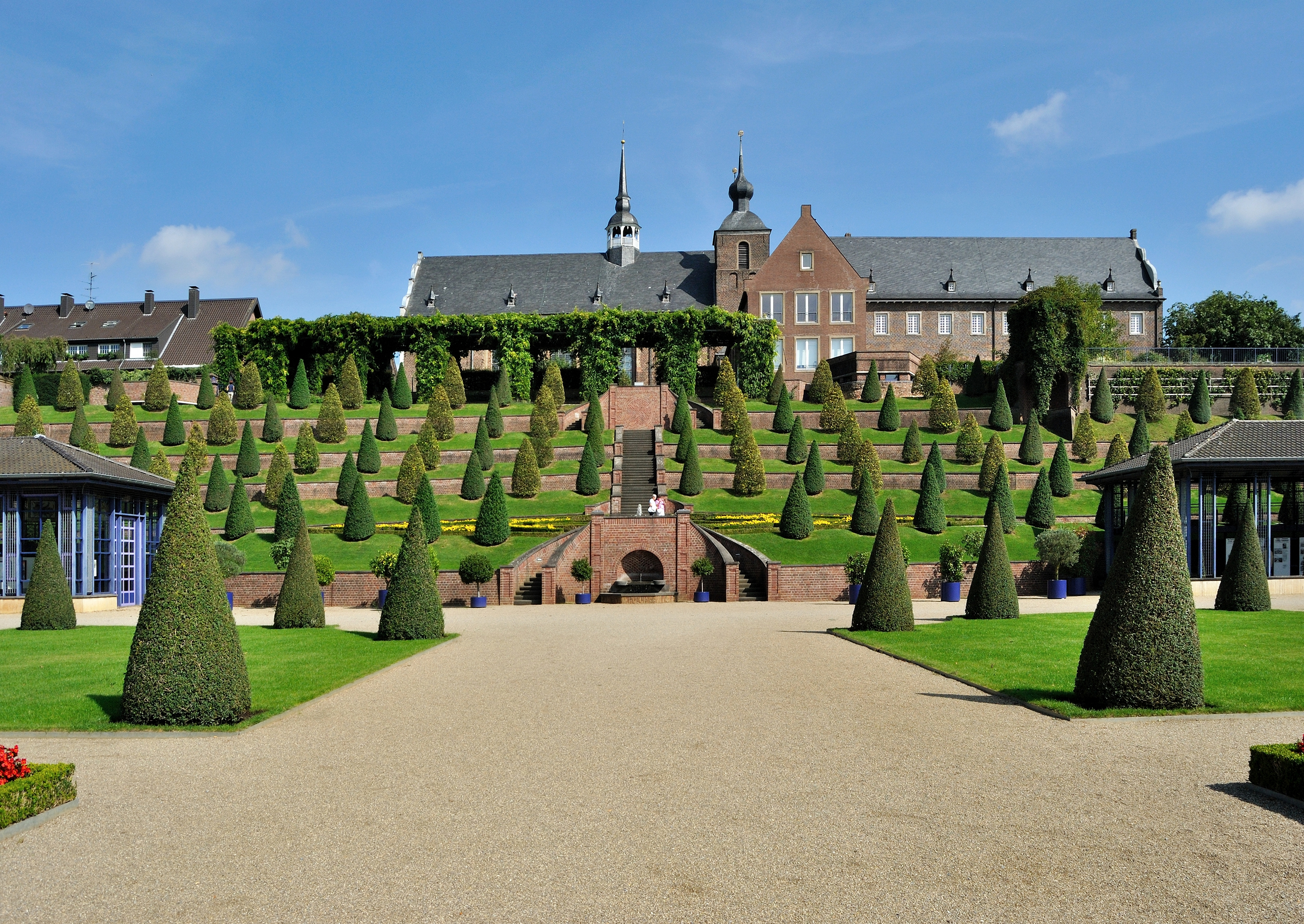
Kamp-Lintfort 2020: LAGA-Gelände Kloster Kamp, Terrassengarten
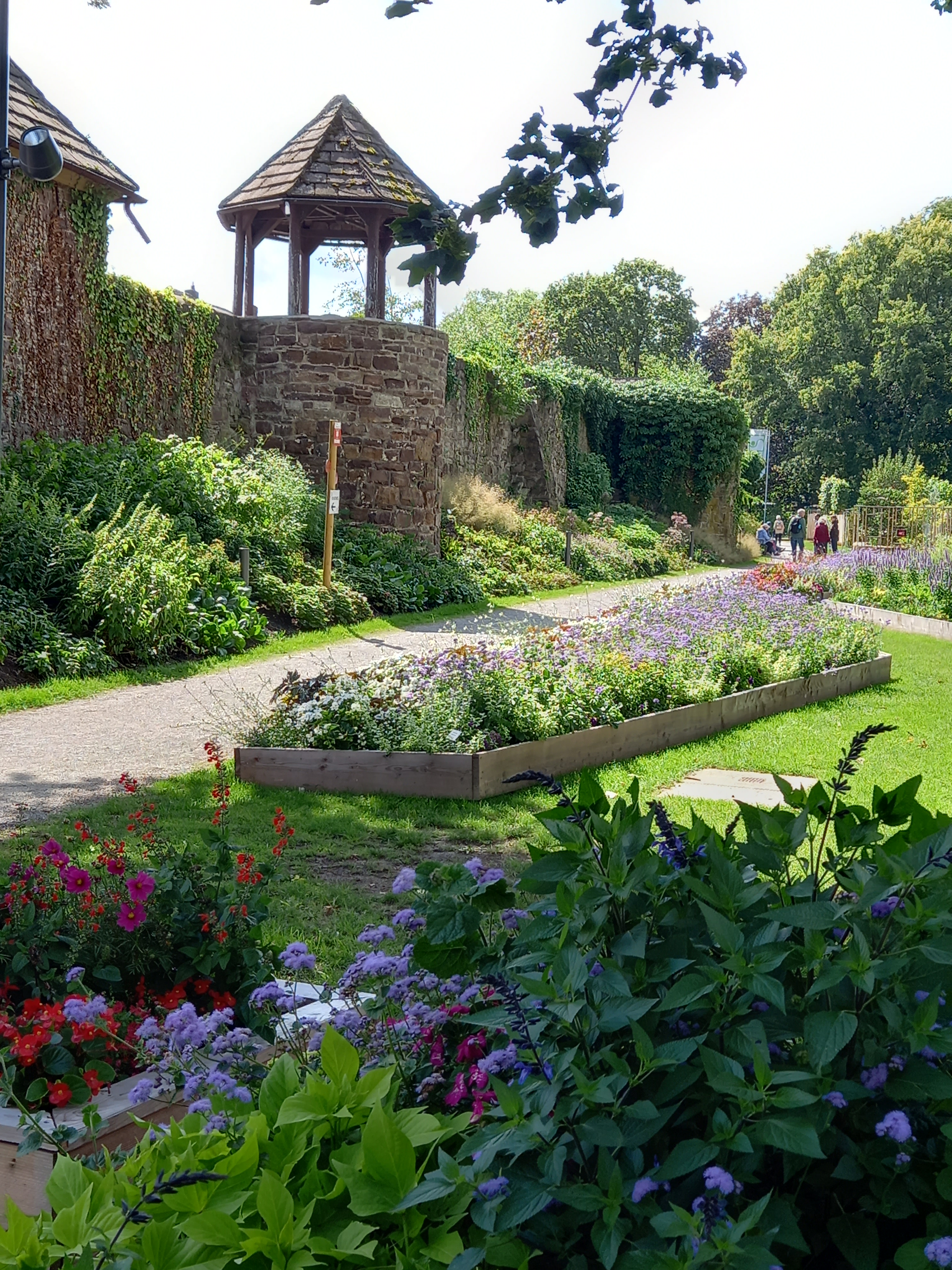
Höxter 2023: Wallanlagen entlang der Stadtmauer

#### Rheinland-Pfalz
Landesgartenschauen finden in Rheinland-Pfalz seit dem Jahr 2000 statt.
siehe Liste der Landesgartenschauen in Rheinland-Pfalz

#### Saarland
Bisher hat es im Saarland keine Landesgartenschau gegeben (Stand: 2020).

#### Sachsen
Landesgartenschauen finden in Sachsen seit dem Jahr 1996 statt.
siehe Liste der Landesgartenschauen in Sachsen

#### Sachsen-Anhalt
Landesgartenschauen finden in Sachsen-Anhalt seit dem Jahr 2004 statt.
siehe Liste der Landesgartenschauen in Sachsen-Anhalt

#### Schleswig-Holstein
Landesgartenschauen fanden in Schleswig-Holstein 2008, 2011 und 2016 statt.
siehe Liste der Landesgartenschauen in Schleswig-Holstein

#### Thüringen
Landesgartenschauen finden in Thüringen seit dem Jahr 2000 statt.
siehe Liste der Landesgartenschauen in Thüringen

## Österreich

### Oberösterreich

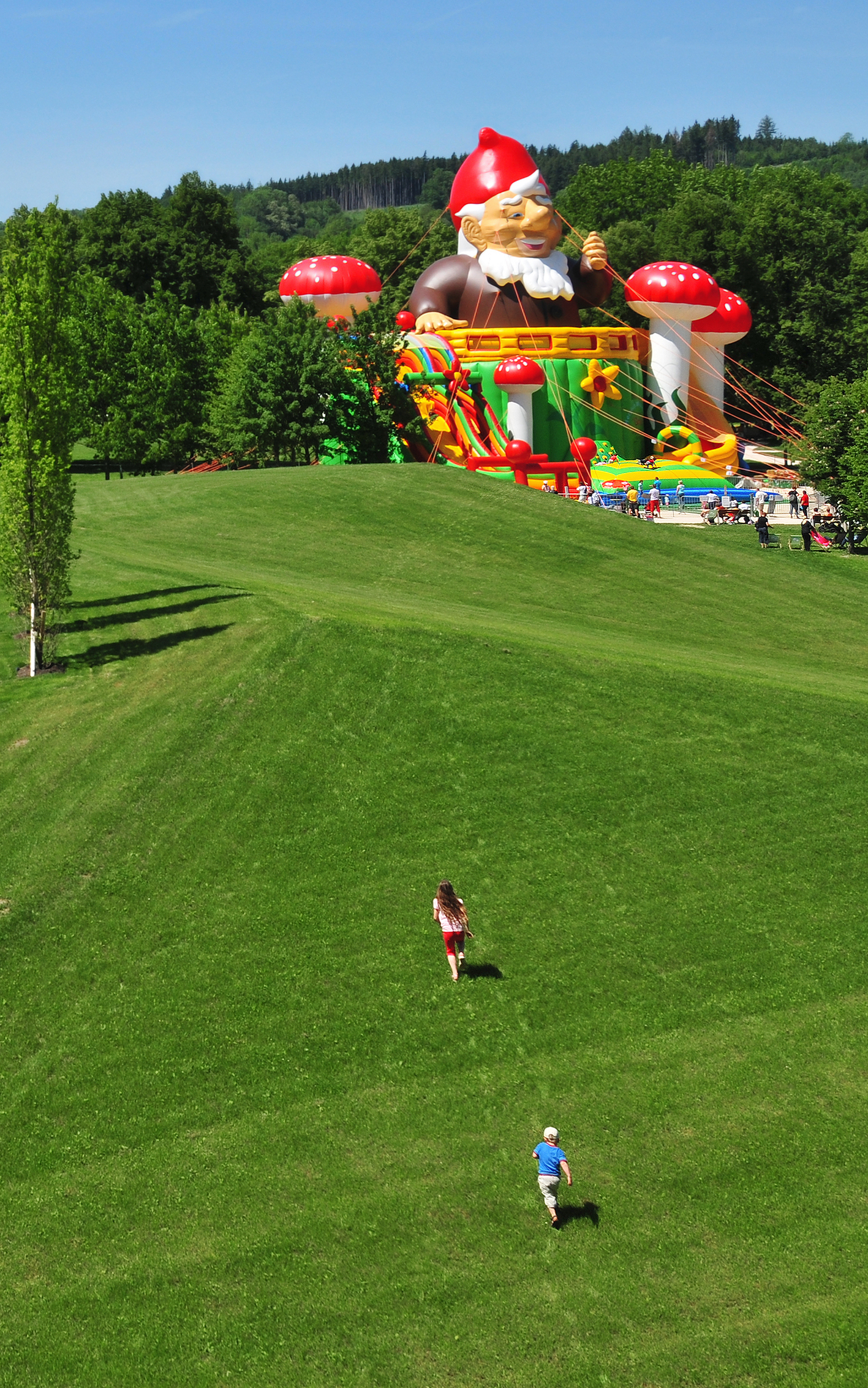
Hüpfburg „Grasi“ bei der Oberösterreichischen Landesgartenschau „Botanica“ 2009 in Bad Schallerbach

Der erste OÖ. Landesgartenschau fand 1997 im damaligen Vogelpark Schmiding in der Gemeinde Krenglbach statt.
- 1997: Schmiding – Vogelpark Schmiding (heute: Zoo Schmiding)
- 1999: Gmunden – (im Park der Villa Toscana)
- 2005: Bad Hall – „Ein Park blüht auf“
- 2007: Vöcklabruck – „Wo Gärten Brücken schlagen“
- 2009: Bad Schallerbach – „Botanica“
- 2011: Ansfelden/Landwirtschaftliche Berufs- und Fachschule Ritzlhof – „Sinfonie in Grün“
- 2015: Bad Ischl – „… des Kaisers neue Gärten“
- 2017: Kremsmünster – „Dreiklang der Gärten“
- 2019: Schlägl – „Bio.Garten.Eden“[14]
- 2021: Linz und Wilhering (abgesagt)[15]
- 2023: Wolfsegg am Hausruck
- 2025: Schärding

### Niederösterreich
- 2006: Kamptal
- 2008: Garten Tulln und Schlosspark Grafenegg (Im Gegensatz zur bisherigen Praxis andernorts werden in Niederösterreich mit dem Konzept der „permanenten Landesgartenschau“ künftig keine einmaligen Ereignisse stattfinden, von denen höchstens Teilbereiche erhalten bleiben, sondern eine dauerhafte Einrichtung geschaffen werden.)
- 2010: Raum Baden (Baden, Bad Vöslau und Laxenburg)
- 2012: Raum Wachau